# جوایز و مدال‌های اتحاد جماهیر شوروی

نشان رسمی اتحاد جماهیر شوروی (۱۹۵۶–۱۹۹۱)

جوایز و مدال‌های اتحاد جماهیر شوروی (Ордена́ СССР)، جوایز دولتی اتحاد جماهیر شوروی است که برای پاداش برای شایستگی های ویژه در ساخت کمونیستی، دفاع از میهن سوسیالیستی و همچنین برای سایر شایستگی های ویژه برای دولت و جامعه طراحی شده است.
برخی از این جوایز و مدال‌ها پس از فورپاشی اتحاد جماهیر شوروی متوقف شدند، در حالی که برخی دیگر هنوز از سال ۲۰۲۱ توسط فدراسیون روسیه صادر می‌شوند. بسیاری از جوایز به سادگی در فدراسیون روسیه بازسازی شدند، مانند مدال قهرمان اتحاد جماهیر شوروی به مدال قهرمان فدراسیون روسیه و مدال قهرمان کار سوسیالیستی به مدال قهرمان کار فدراسیون روسیه. این فهرست طیف گسترده‌ای از جوایز شوروی در دوره گسترده و متنوع تاریخ را از ۱۹۱۷ تا ۱۹۹۱ پوشش می‌دهد.

## عناوین افتخاری
| نشان و روبان | نام (پارسی/روسی/انگلیسی)                                                                                         | تاریخ ایجاد     | توضیح | شمار اعطا شده                             |
| ------------ | --- | --------------- | --- | ----------------------------------------- |
|              | ستاره مارشال Маршальская Звезда Marshal's Star                                                                   | ۲ سپتامبر ۱۹۴۰  | یک جایزه گردن به کسانی که در اتحاد جماهیر شوروی به درجه مارشال ارتقا یافته‌اند داده می‌شود. | ۲۰۰ ~ (تولید شده)                         |
|              | قهرمان اتحاد شورویГерой Cоветского СоюзаHero of the Soviet Union                                                 | ۱۶ آوریل ۱۹۳۴   | بالاترین عنوان افتخاری که می‌توان به غیرنظامیان و سربازان شوروی برای یک اقدام قهرمانانه داد (همچنین ممکن است با نشان لنین اعطا شود). | ۱۲۷۵۵ (۱۰۱ دو بار، ۳ سه بار و ۲ چهار بار) |
|              | قهرمان کار سوسیالیستГерой Социалистического ТрудаHero of Socialist Labour                                        | ۲۷ دسامبر ۱۹۳۸  | برای دستاوردهای استثنایی در اقتصاد و فرهنگ ملی (همچنین ممکن است با نشان لنین اعطا شود). | ۲۰۸۱۲ (۲۰۱ دو بار و ۱۵ سه بار)            |
|              | مادر قهرمان «Мать-героиня»"Mother Heroine"                                                                       | ۸ ژوئیه ۱۹۴۴    | این عنوان به تمام مادرانی اعطا می‌شود که ده فرزند یا بیشتر داشته باشند و بزرگ کنند. این جایزه در اولین تولد آخرین فرزند به شرط زنده ماندن ۹ کودک دیگر (طبیعی یا فرزندخوانده) اعطا شد. کودکانی که در شرایط قهرمانانه، نظامی یا سایر شرایط محترمانه جان باختند نیز شمارش شدند.                                                           | ۴۵۴٬۱۴۲                                   |
|              | خلبان آزمایشی افتخاری اتحادجماهیرشورویЗаслуженный лётчик-испытателСССРHonoured Test Pilot of the USSR            | ۱۴ اوت ۱۹۵۸     | به خلبانان آزمایشی نظامی و غیرنظامی درجه یک صنعت هواپیمای غیرنظامی و وزارت دفاع اتحاد جماهیر شوروی، برای چندین سال کار خلاقانه در زمینه آزمایش و تحقیق در مورد فن آوری‌های جدید هوانوردی تعلق می‌گیرد. |                                           |
|              | ناوبر آزمایشی افتخاریاتحاد جماهیر شورویЗаслуженный штурман-испытательСССРHonoured Test Navigator of the USSR     | ۱۴ اوت ۱۹۵۸     | به ناوبرهای آزمایشی نظامی و غیرنظامی درجه یک صنعت هواپیمای غیرنظامی و وزارت دفاع اتحاد جماهیر شوروی، برای چندین سال کار خلاقانه در زمینه آزمایش و تحقیق در مورد فن آوری‌های جدید هوانوردی اعطا می‌شود. |                                           |
|              | خلبان-کیهان نورد اتحاد جماهیر شوروی Лётчик-космонавт СССР Pilot-Cosmonaut of the USSR                            | ۱۴ آوریل ۱۹۶۱   | توسط هیئت رئیسه شورای عالی برای موفقیت برجسته پرواز فضایی در برنامه فضایی شوروی. | ۷۲                                        |
|              | خلبان نظامی افتخاری اتحاد جماهیر شورویЗаслуженный военный лётчик СССРHonoured Military Pilot of the USSR         | ۲۶ ژانویه ۱۹۶۵  | به اعضای یگان‌های پرواز نظامی، آژانس‌های نظامی، مدارس نظامی، سازمان‌های نظامی و سایر مقامات نظامی یا فدرال، با داشتن ناوبرهای نظامی واجد شرایط درجه یک یا ناوبر- مدرسان نظامی درجه یک، برای دستاوردهای برجسته در توسعه فناوری هوانوردی، عملکرد بالا در آموزش و آموزش پرسنل پرواز و عملیات پروازی طولانی مدت بدون مشکل در هوانوردی نظامی. |                                           |
|              | دریانورد نظامی افتخاری اتحاد جماهیر شورویЗаслуженный военный штурман СССРHonoured Military Navigator of the USSR | ۲۶ ژانویه ۱۹۶۵  | به اعضای یگان‌های پرواز نظامی، آژانس‌های نظامی، مدارس نظامی، سازمان‌های نظامی و سایر مقامات نظامی یا فدرال، با داشتن ناوبرهای نظامی واجد شرایط درجه یک یا ناوبر-مدرسان نظامی درجه یک، برای دستاوردهای برجسته در توسعه فناوری هوانوردی، عملکرد بالا در آموزش و آموزش پرسنل پرواز و عملیات پروازی طولانی مدت بدون مشکل در هوانوردی نظامی.  |                                           |
|              | خلبان افتخاری اتحاد جماهیر شوروی                                                                                 | ۳۰ سپتامبر ۱۹۶۵ | به خلبانان غیرنظامی واجد شرایط درجه یک برای شایستگی ویژه در توسعه هواپیماهای مدرن، در استفاده از پیشرفته‌ترین تکنیک‌های خلبانی، برای بالاترین استانداردها در آموزش و آموزش پرسنل پرواز، برای پرواز طولانی مدت بدون دردسر و برای برجسته بودن اعطا می‌شود. دستاوردهای استفاده از هوانوردی در اقتصاد ملی.                                   |                                           |
|              | دریانورد افتخاری اتحاد جماهیر شوروی                                                                              | ۳۰ سپتامبر ۱۹۶۵ | به ناوبرهای غیرنظامی واجد شرایط درجه یک به دلیل شایستگی ویژه در توسعه هواپیماهای مدرن، در استفاده از پیشرفته‌ترین تکنیک‌های ناوبری، برای بالاترین استانداردها در آموزش و آموزش پرسنل پرواز، برای پرواز طولانی مدت بدون مشکل و برای کارهای برجسته اعطا می‌شود. دستاوردهای استفاده از هوانوردی در اقتصاد ملی.                              |                                           |
|              | افتخار مخترع اتحاد جماهیر شورویЗаслуженный изобретатель СССРHonoured Inventor of the USSR                        | ۲۸ دسامبر ۱۹۸۱  | برای پیشنهادات نوآورانه اعطا شد. |                                           |
|              | افتخار اهداکننده خون اتحاد جماهیر شوروی почетньій донор CCCP Honoured Blood Donor of the USSR                    |                 | به اهداکنندگان خون اتحاد جماهیر شوروی اهدا می‌شود. |                                           |
|              | دکتر خلق اتحاد جماهیر شورویНародный врач СССРPeople's Doctor of the USSR                                         | ۲۵ اکتبر ۱۹۷۷   | این نشان برای کمک‌های ارزشمند در بهبود سلامت عمومی اهدا شد. |                                           |
|              | معمار خلق اتحاد جماهیر شورویНародный архитектор СССРPeople's Architect of the USSR                               | ۱۲ اوت ۱۹۶۷     | این دکوراسیون برای نتایج خیره کننده چه در برنامه‌ریزی شهری و چه در طراحی ساختمان‌های مهم اعطا شد. |                                           |
|              | معلم خلق اتحاد شورویНародный учитель СССРPeople's Teacher of the USSR                                            | ۳۰ دسامبر ۱۹۷۷  | این نشان برای کمک‌های ارزنده به نظام آموزشی ملی و عمدتاً در آموزش کمونیسم به کودکان و جوانان اهدا شد. |                                           |
|              | هنرمند خلق اتحاد شورویНародный артист СССРPeople's Artist of the USSR                                            | ۱۳ ژانویه ۱۹۳۷  | این نشان برای دستاوردهای استثنایی در هنرهای نمایشی اهدا شد. |                                           |
|              | نقاش خلق اتحاد جماهیر شورویНародный художник СССРPeople's Painter of the USSR                                    | ۱۶ ژوئیه ۱۹۴۳   | این تزئین برای دستاوردهای استثنایی در هنرهای تجسمی مانند نقاشی، مجسمه‌سازی، طراحی و عکاسی اعطا شد. |                                           |

## نشان‌ها

### نشان های نظامی
| نشان و روبان | نام (پارسی/روسی/انگلیسی)                                                                              | تاریخ ایجاد                  | توضیح | شمار اعطا شده |
| ------------ | --- | ---------------------------- | --- | ------------- |
|              | نشان پیروزیОрден Победа Order of Victory                                                              | ۸ نوامبر ۱۹۴۳                | نشان پیروزی بالاترین نشان نظامی در نیروهای مسلح شوروی برای خدمت در جنگ جهانی دومو یکی از نادرترین‌ها در جهان به دلیل تعداد کم دریافت کنندگان بود. در ۸ نوامبر ۱۹۴۳ تأسیس شد و فقط به ژنرال‌ها و مارشال‌ها برای "عملیات موفقیت‌آمیز در چارچوب یک یا چند جبهه که منجر به تغییر اساسی وضعیت به نفع ارتش سرخ شد" اعطا شد. ساخته شده از پلاتین، یاقوت و ۱۷۴ الماس، ارزش ذاتی سفارش قابل توجه است. این نشان برج اسپاسکایا کرملین مسکو را با مقبره لنین در جلو نشان می‌دهد. | ۲۰            |
|              | نشان پرچم سرخОрден Крaсного Знамени Order of the Red Banner                                           | ۱۶ سپتامبر ۱۹۱۸ – ۱ اوت ۱۹۲۴ | فرمان پرچم سرخ اعمال نظامی را به رسمیت شناخت. قبل از تأسیس فرمان لنین، نشان پرچم سرخ به عنوان بالاترین (و عملاً تنها) نظام نظامی اتحاد جماهیر شوروی عمل می‌کرد. عملاً همه فرماندهان مشهور شوروی سواران نشان پرچم سرخ شدند. همچنین به پرسنل NKVD اعطا شد. | ۵۸۱٬۳۰۰       |
|              | نشان ستاره سرخОрден Красной Звезды Order of the Red Star                                              | ۶ آوریل ۱۹۳۰                 | نشان ستاره سرخ برای خدمات استثنایی در دفاع از اتحاد جماهیر شوروی در جنگ و صلح به کارکنان ارتش سرخ و نیروی دریایی داده شد. همچنین برای ۱۵ سال خدمت قبل از ایجاد جوایز خدمات طولانی تعلق می‌گیرد. | ۳٬۸۷۶٬۷۴۰     |
|              | نشان جنگ میهنینوع یکم Орден Отечественной войны первой степени Order of the Patriotic War first class | 20 مه 1942                   | نشان جنگ میهنی به تمام سربازان نیروهای مسلح شوروی، نیروهای امنیتی و پارتیزان ها برای اعمال قهرمانانه در طول جنگ بزرگ میهنی اعطا شد. در سال 1985 در جشن چهلمین سالگرد جنگ بزرگ میهنی، تصمیم گرفته شد که به همه جانبازان بازمانده از جنگ، نشان درجه دوم یا اول اعطا شود. | 2,627,899     |
|              | نشان جنگ میهنی نوع دوم Орден Отечественной Войны второй степени Order of the Patriotic War 2nd class  | 20 مه 1942                   | نشان جنگ میهنی به تمام سربازان نیروهای مسلح شوروی، نیروهای امنیتی و پارتیزان ها برای اعمال قهرمانانه در طول جنگ بزرگ میهنی اعطا شد. در سال 1985 در جشن چهلمین سالگرد جنگ بزرگ میهنی، تصمیم گرفته شد که به همه جانبازان بازمانده از جنگ، نشان درجه 2 یا درجه یک اهدا شود. |               |
|              | نشان الکساندر نوسکیОрден Александра Невского Order of Alexander Nevsky                                | 29 ژوئیه 1942                | به افسران ارتش برای شجاعت شخصی و رهبری مصمم. | 50,585        |
|              | نشان سووروفنوع یکم Орден Суворова первой степени Order of Suvorov first class                         | 29 ژوئیه 1942                | نشان درجه یک به فرماندهان ارتش برای هدایت استثنایی عملیات رزمی اعطا می شود. | 393           |
|              | نشان سووروفنوع دوم Орден Суворова второй степени Order of Suvorov 2nd class                           | 29 ژوئیه 1942                | نشان درجه 2 به فرماندهان سپاه، لشکر و تیپ برای پیروزی قاطع بر دشمن برتر عددی اعطا می شود. | 2,862         |
|              | نشان سووروفنوع سوم Орден Суворова третьей степени Order of Suvorov 3rd class                          | 29 ژوئیه 1942                | نشان درجه 3 به فرماندهان هنگ، روسای ستاد آنها، و فرماندهان گردان و گروهان به دلیل رهبری برجسته که منجر به پیروزی در نبرد شده است، اعطا می شود. | 4,012         |
|              | نشان کوتوزوفنوع یکم Орден Кутузова первой степени Order Of Kutuzov first class                        | 29 ژوئیه 1942                | نشان کوتوزوف (کلاس اول) برای اعطای جایزه به فرماندهان جبهه ها و ارتش ها برای فرار ماهرانه از حملات دشمن و ضد حملات موفق ایجاد شد. | 669           |
|              | نشان کوتوزوفنوع دوم Орден Кутузова второй степени Order Of Kutuzov 2nd class                          | 29 ژوئیه 1942                | نشان کوتوزوف (درجه دوم) برای اعطای اعطای فرماندهان سپاه، لشکرها و تیپ ها برای فرار ماهرانه از حملات دشمن و ضد حملات موفق ایجاد شد. | 3,325         |
|              | نشان کوتوزوفنوع سوم Орден Кутузова третьей степени Order Of Kutuzov 3rd class                         | 8 فوریه 1943                 | نشان کوتوزوف (درجه 3) برای اعطای جایزه به فرماندهان، روسای ستاد، فرماندهان گردان و گروهان برای فرار ماهرانه از حملات دشمن و ضد حملات موفق ایجاد شد. | 3,328         |